# Thiverny
Thiverny és un municipi francès, situat al departament de l'Oise i a la regió dels Alts de França. L'any 2007 tenia 964 habitants.

## Demografia

### Població
El 2007 la població de fet de Thiverny era de 964 persones. Hi havia 376 famílies de les quals 106 eren unipersonals (45 homes vivint sols i 61 dones vivint soles), 98 parelles sense fills, 127 parelles amb fills i 45 famílies monoparentals amb fills.
La població ha evolucionat segons el següent gràfic:
Habitants censats

### Habitatges
El 2007 hi havia 416 habitatges, 386 eren l'habitatge principal de la família, 1 era una segona residència i 28 estaven desocupats. 313 eren cases i 102 eren apartaments. Dels 386 habitatges principals, 248 estaven ocupats pels seus propietaris, 129 estaven llogats i ocupats pels llogaters i 9 estaven cedits a títol gratuït; 9 tenien una cambra, 48 en tenien dues, 99 en tenien tres, 111 en tenien quatre i 120 en tenien cinc o més. 260 habitatges disposaven pel capbaix d'una plaça de pàrquing. A 182 habitatges hi havia un automòbil i a 146 n'hi havia dos o més.

### Piràmide de població
La piràmide de població per edats i sexe el 2009 era:
| Homes | Edats   | Dones |
| ----- | ------- | ----- |
| 0     | 95 o +  | 0     |
| 0     | 90 a 94 | 0     |
| 0     | 85 a 89 | 8     |
| 4     | 80 a 84 | 4     |
| 12    | 75 a 79 | 20    |
| 24    | 70 a 74 | 20    |
| 20    | 65 a 69 | 40    |
| 32    | 60 a 64 | 24    |
| 36    | 55 a 59 | 32    |
| 44    | 50 a 54 | 24    |
| 32    | 45 a 49 | 24    |
| 52    | 40 a 44 | 36    |
| 52    | 35 a 39 | 52    |
| 20    | 30 a 34 | 28    |
| 16    | 25 a 29 | 20    |
| 36    | 20 a 24 | 40    |
| 44    | 15 a 19 | 28    |
| 44    | 10 a 14 | 44    |
| 52    | 5 a 9   | 40    |
| 16    | 0 a 4   | 36    |

## Economia
El 2007 la població en edat de treballar era de 639 persones, 470 eren actives i 169 eren inactives. De les 470 persones actives 420 estaven ocupades (224 homes i 196 dones) i 49 estaven aturades (26 homes i 23 dones). De les 169 persones inactives 57 estaven jubilades, 57 estaven estudiant i 55 estaven classificades com a «altres inactius».

### Ingressos
El 2009 a Thiverny hi havia 380 unitats fiscals que integraven 970 persones, la mediana anual d'ingressos fiscals per persona era de 17.450 €.

### Activitats econòmiques
Dels 26 establiments que hi havia el 2007, 4 eren d'empreses de fabricació d'altres productes industrials, 4 d'empreses de construcció, 6 d'empreses de comerç i reparació d'automòbils, 2 d'empreses de transport, 4 d'empreses d'hostatgeria i restauració, 1 d'una empresa financera, 2 d'empreses de serveis, 1 d'una entitat de l'administració pública i 2 d'empreses classificades com a «altres activitats de serveis».
Dels 10 establiments de servei als particulars que hi havia el 2009, 2 eren tallers de reparació d'automòbils i de material agrícola, 1 paleta, 1 fusteria, 1 lampisteria, 1 empresa de construcció, 1 perruqueria i 3 restaurants.
L'únic establiment comercial que hi havia el 2009 era un hipermercat.

## Equipaments sanitaris i escolars
El 2009 hi havia una escola elemental.

## Poblacions més properes
El següent diagrama mostra les poblacions més properes.